# Ставропољска митрополија
Ставропољска митрополија (рус. Ставропольская митрополия) митрополија је Руске православне цркве.
Образована је одлуком Светог синода од 6. јуна 2012, а налази се у оквиру граница Ставропољске Покрајине. У њеном саставу се налазе двије епархије — Георгијевска и Ставропољска — и намјесништва Пјатигорске епархије на територији Ставропољске Покрајине.